# Massacre de Kingsmill
La massacre de Kingsmill va ser un tiroteig massiu que va tenir lloc el 5 de gener de 1976 prop del poble de Whitecross, al sud del comtat d'Armagh, a Irlanda del Nord. Homes armats van aturar un minibús que transportava onze obrers del tèxtil. Després de permetre que un dels ocupants, catòlic, marxés, van disparar als deu treballadors restants, i només un va sobreviure tot i haver rebut 18 trets. Un grup que es feia anomenar South Armagh Republican Action Force va reivindicar-ne l'autoria, afirmant que l'acció era una represàlia per una sèrie d'atacs contra civils catòlics a la zona per part de lleialistes, en particular l'assassinat de sis catòlics la nit anterior.
Una unitat d'investigació de la policia nord-irlandesa, el HIT (Historical Enquiries Team), va determinar en un informe de l'any 2011 que l'atac havia estat realitzat per membres de la brigada del Sud d'Armagh de l'IRA, tot i que l’organització havia declarat un alto el foc. L'informe del HET afirmava que les vitimes eren objectius perquè eren protestants i que, tot i que era una resposta a la nit anterior, havia estat planejat.
Després de la massacre, el govern britànic va declarar el comtat d'Armagh com a Àrea d'Emergència Especial i es van desplegar centenars de tropes i policies a la zona. També va anunciar que el Servei Especial Aeri (SAS) estava sent traslladat al sud d'Armagh, tot i que no era la primera vegada que aquesta unitat de l'Exèrcit britànic hi operava.

## Context
El 10 de febrer de 1975, l'IRA provisional i el govern britànic van iniciar una treva i van reiniciar les negociacions. L'IRA va acordar aturar els atacs contra les forces de seguretat britàniques i les forces de seguretat van deixar de fer batudes i escorcolls, tot i que hi havia dissidents en ambdues parts. Les forces de seguretat van augmentar la seva ofensiva d'intel·ligència durant la treva i es van infiltrar a l'IRA.
Durant la treva, que va acabar oficialment el febrer de 1976, hi va haver un augment dels assassinats sectaris. Els lleialistes, temerosos de ser "abandonats" pel govern britànic i que les negociacions portessin a una Irlanda unida, van augmentar els seus atacs contra els catòlics irlandesos nacionalistes. Els lleialistes van matar 120 catòlics el 1975, la gran majoria civils, esperant que l'IRA a pregués represàlies i s'acabés la treva. Algunes unitats de l'IRA es van concentrar a combatre els lleialistes, ja que l'absència d'operacions regulars havia causat indisciplina i alguns membres, amb o sense permís dels seus superiors jeràrquics, van participar en assassinats. També van participar en accions violentes membres de l'Exèrcit Irlandès d'Alliberament Nacional (INLA) i o de l'IRA Oficial, ja fossin membres actius o retirats. Segons un informe d'intel·ligència policial, la direcció provisional de l'IRA va recriminar a la seva brigada del Sud d'Armagh que hagués comès assassinats sectàris.
Entre l'inici de la treva (10 de febrer de 1975) i la massacre de Kingsmill, paramilitars lleialistes van matar 35 civils catòlics al comtat d'Armagh o a les seves fronteres. En aquest mateix període, els paramilitars republicans van matar 16 civils protestants i 17 membres de les forces de seguretat de la mateixa zona. Molts dels atacs lleialistes han estat relacionats amb l'anomenada banda de Glenanne, una suposada aliança secreta de militants lleialistes, soldats britànics del Regiment de Defensa de l’Ulster (UDR) i oficials de policia del Royal Ulster Constabulary (RUC). Un antic membre del grup va dir que volien provocar una guerra civil, creient que quan aquesta esclatés podrien "aixafar l'altre bàndol".

## Atac
El 5 de gener de 1976, poc després de les cinc i mitja de la tarda, un microbús Ford Transit vermell portava a casa setze treballadors del tèxtil des del seu lloc de treball a Glenanne. Cinc eren catòlics i onze protestants. Quatre dels catòlics van baixar a Whitecross, i l'autobús va continuar per la carretera rural direcció a Bessbrook. En passar un canvi de rasant, el vehicle va ser aturat per un home amb uniforme de combat fent senyals amb una torxa. Els treballadors van suposar que es tractava d'un control de l'Exèrcit britànic. Quan es van aturar, de les bardisses van sortir onze homes armats amb uniforme de combat i les cares ennegrides.
Un home "amb un pronunciat accent anglès" va començar a parlar, ordenant als treballadors baixar del minibus i que es posessin en fila posant les mans contra el vehicle. Aleshores va preguntar "Qui és el catòlic?". L’únic catòlic era Richard Hughes. Els seus companys de treball, que ara temien que els homes armats fossin lleialistes que havien vingut a matar-lo, van intentar impedir que s'identifiqués. No obstant això, quan Hughes va fer un pas endavant, l'home armat li va dir que marxes per la carretera sense mirar enrere. Aleshores un dels homes armats va dir "Right" (correcte), i els altres van obrir foc immediatament contra els treballadors. [24] Els onze homes van ser afusellats a poca distància amb fusells metralladors, incloent armalites, una carabina M1 i un M1 Garand. Es van disparar un total de 136 ràfegues en menys d’un minut. Els homes van rebre trets a la cintura i van caure a terra; alguns van caure damunt dels altres, morts o ferits. Quan es va aturar l'esclat inicial de trets, els homes armats van tornar a carregar les seves armes. Es va donar l'ordre de "liquidar-los" i es va disparar de nou contra els cossos amuntegats dels treballadors. Un dels pistolers també va caminar entre els moribunds i els va disparar al cap un per un. [27] Deu d'ells van morir a l'acte: John Bryans (46), Robert Chambers (19), Reginald Chapman (25), Walter Chapman (23), Robert Freeburn (50), Joseph Lemmon (46), John McConville (20), James McWhirter (58), Robert Walker (46) i Kenneth Worton (24). Alan Black, que aleshores tenia 32 anys, va ser l'únic que va sobreviure,tot i haver rebut 18 trets incloent-ne un al cap.

## Autoria
L'endemà, una persona que va trucar per telèfon va reclamar la responsabilitat de l'atac en nom de la "South Armagh Republican Action Force" o "South Armagh Reaction Force". Va dir que va ser una represàlia pels assassinats dels Reavey i els O'Dowd la nit anterior, [36] i que no hi hauria "cap altra acció per part nostra" si els lleialistes aturaven els seus atacs. Va afegir que el grup no tenia cap connexió amb l'IRA.
L'IRA, que es trobava en un període d'alto el foc, va negar la responsabilitat dels assassinats, iel 17 de gener de 1976 va declarar en un comunicat publicat a Republican News:
| « | L’Exèrcit Republicà Irlandès no ha iniciat mai assassinats sectaris i el sectarisme de qualsevol tipus és aberrant per al Moviment Republicà i contrari a la seva filosofia[…] Si els elements lleialistes responsables de més de 300 assassinats sectaris en els darrers quatre anys aturen aquesta manera d'actuar, aleshores no es produiran represàlies per part de ningú. | » |

Un informe del 2011 del HET (Historical Enquiries Team) va concloure que membres de l'IRA provisional eren els responsables de la massacre, que l'acció estava previst abans dels assassinats dels Reavey i O'Dowd, i que la Força d'Acció Republicana de South Armagh era un nom per encobrir-se.